# Chicago 19
Chicago 19 è il sedicesimo album in studio del gruppo musicale statunitense Chicago, pubblicato nel 1988.

## Tracce
Side 1
1. Heart in Pieces – 5:04
2. I Don't Wanna Live without Your Love – 3:55
3. I Stand Up – 4:06
4. We Can Last Forever – 3:45
5. Come in from the Night – 4:43

Side 2
1. Look Away – 4:02
2. What Kind of Man Would I Be? – 4:21
3. Runaround – 4:10
4. You're Not Alone – 3:56
5. Victorious – 6:02

## Formazione
- Bill Champlin – tastiera, voce, cori
- Robert Lamm – tastiera, voce, cori
- Lee Loughnane – tromba
- James Pankow – trombone
- Walter Parazaider – sassofono
- Jason Scheff – basso, voce, cori
- Danny Seraphine – batteria, percussioni
- Dawayne Bailey – chitarra, cori